# Phát tán về phương nam
Phát tán về phương nam hay phát tán về phía nam là thuật ngữ mô tả về dòng di cư sớm của con người trong bối cảnh nguồn gốc châu Phi gần đây của người hiện đại. Các giả thuyết về di cư đề cập đến tuyến đường dọc bờ biển phía nam của châu Á, từ bán đảo Ả Rập qua Iran và tiểu lục địa Ấn Độ để đến Sundaland ở Đông Nam Á, và từ đó đến Châu Đại Dương. Nó còn được gọi là cuộc di cư ven biển phía nam. Đôi khi nó còn được gọi là "khu định cư tạm thời" , nhưng là thuật ngữ chung cho cuộc di cư chiếm lĩnh châu Âu và châu Mỹ.
Lý thuyết tuyến đường ven biển chủ yếu được sử dụng để mô tả sự xuất hiện ban đầu của người hiện đại về giải phẫu ở Tây Á, Ấn Độ, Đông Nam Á, New Guinea, Australia, Cận Đại Dương và duyên hải Đông Á, bắt đầu từ khoảng 70 Ka BP đến 50 Ka BP. Nó được liên kết với sự hiện diện và phân tán của mtDNA haplogroup M và haplogroup N, cũng như các kiểu phân bố cụ thể của Y-DNA haplogroup F, haplogroup C và haplogroup D, ở những vùng này.
Lý thuyết cho rằng con người hiện đại đầu tiên, một số mang nhóm haplogroup L3 của ty thể, đã đến bán đảo Ả Rập khoảng 70 - 50 Ka trước đây, và băng qua Đông Phi qua eo biển Bab-el-Mandeb. Người ta ước tính rằng từ một quần thể 2.000 đến 5.000 cá thể ở châu Phi, chỉ có một nhóm nhỏ, có thể từ 150 đến 1.000 người, vượt qua được Biển Đỏ.
Nhóm này đi dọc theo con đường ven biển vòng quanh Ả Rập và Ba Tư đến Ấn Độ tương đối nhanh chóng, chỉ trong vòng vài nghìn năm. Từ Ấn Độ, họ lan sang Sundaland ở Đông Nam Á, và sang thềm Sahul ở Châu Đại Dương.